# Cheremosh Ukrainian Dance Company
Ансамбль українського танцю "Черемош" (м. Едмонтон, Канада) був заснований у 1969 році, як організація, яка розвивала й пропагувала культуру українського танцю для широких кіл Канади. Завдяки міцній дисципліні, цілеспрямованості й відданості українському танцю, "Черемош" досягнув значного успіху як перший напівпрофесійний колектив українського танцю поза межами України. "Черемош" має поважну репутацію високого артистизму й майстерності.
Протягом більш 40 років "Черемош" - лідер українського танцю в Канаді. Ансамбль гастролював у Канаді, США, Мексиці, Китаї, Шотландії, Великій Британії та Болгарії.

## Мистецький керівник
Понад 20 років мистецьким керівником ансамблю "Черемош" є Микола Канівець, професійний хореограф і балетмейстер. Микола Канівець незмінно працює з колективом з 1991 року.
Микола Канівець народився в Києві. Закінчив Київський Національний Університет Культури та Мистецтв за фахом "балетмейстер та хореограф українського народного танцю". Декілька років набував мистецького досвіду  в студії Заслуженого академічного ансамблю танцю ім. Павла Вірського. Творчий і професійний досвід Миколи нараховує праці у царині українського танцювального мистецтва. Перед еміграцією до Канади, Микола Канівець обіймав посаду голови кафедри хореографії Київського державного училища культури.